# يوتيربي

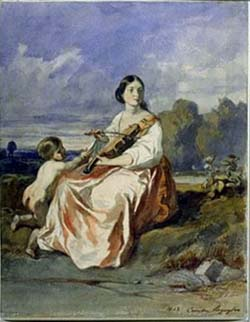
يوتيريبي تعزف على آلة الكمان

يوتيربي (باليونانية: Ευτέρπη) بحسب الميوثولجيا الإغريقية القديمة، هي إحدى إلهات الإلهام التسع، عنيت في القدم بالشعر الغنائي أو الموسيقي، ثم عرفها الشعراء فيما بعد كإلهة إلهام الموسيقى. هي ابنة كلاً من زيوس ونيموسيني تصور في الفنون كامرأة تحمل آلة الناي الثنائي أو تعزف عليها.
أنجبت يوتيربي من النهر ستريمون ابناً يدعى ريسوس، والذي قتل على يد ديوميديس في طروادة.